# Municipio de Ewing (Míchigan)
El municipio de Ewing (en inglés: Ewing Township) es un municipio ubicado en el condado de Marquette en el estado estadounidense de Míchigan. En el año 2010 tenía una población de 160 habitantes y una densidad poblacional de 1,26 personas por km².

## Geografía
El municipio de Ewing se encuentra ubicado en las coordenadas 46°6′3″N 87°17′38″O / 46.10083, -87.29389. Según la Oficina del Censo de los Estados Unidos, el municipio tiene una superficie total de 126.54 km², de la cual 125,08 km² corresponden a tierra firme y (1,16 %) 1,46 km² es agua.

## Demografía
Según el censo de 2010, había 160 personas residiendo en el municipio de Ewing. La densidad de población era de 1,26 hab./km². De los 160 habitantes, el municipio de Ewing estaba compuesto por el 96,88 % blancos, el 1,25 % eran amerindios, el 1,25 % eran asiáticos y el 0,63 % eran de una mezcla de razas. Del total de la población el 0 % eran hispanos o latinos de cualquier raza.